# Aurukun Airport
Aurukun Airport är en flygplats i Australien. Den ligger i kommunen Aurukun och delstaten Queensland, omkring 2 000 kilometer nordväst om delstatshuvudstaden Brisbane.
Trakten runt Aurukun Airport är nära nog obefolkad, med mindre än två invånare per kvadratkilometer..
I omgivningarna runt Aurukun Airport växer huvudsakligen savannskog. Savannklimat råder i trakten. Genomsnittlig årsnederbörd är 1 886 millimeter. Den regnigaste månaden är januari, med i genomsnitt 595 mm nederbörd, och den torraste är augusti, med 1 mm nederbörd.